# 1779 en arts plastiques
| Années des arts plastiques : 1776 - 1777 - 1778 - 1779 - 1780 - 1781 - 1782    |
| Décennies des arts plastiques : 1740 - 1750 - 1760 - 1770 - 1780 - 1790 - 1800 |

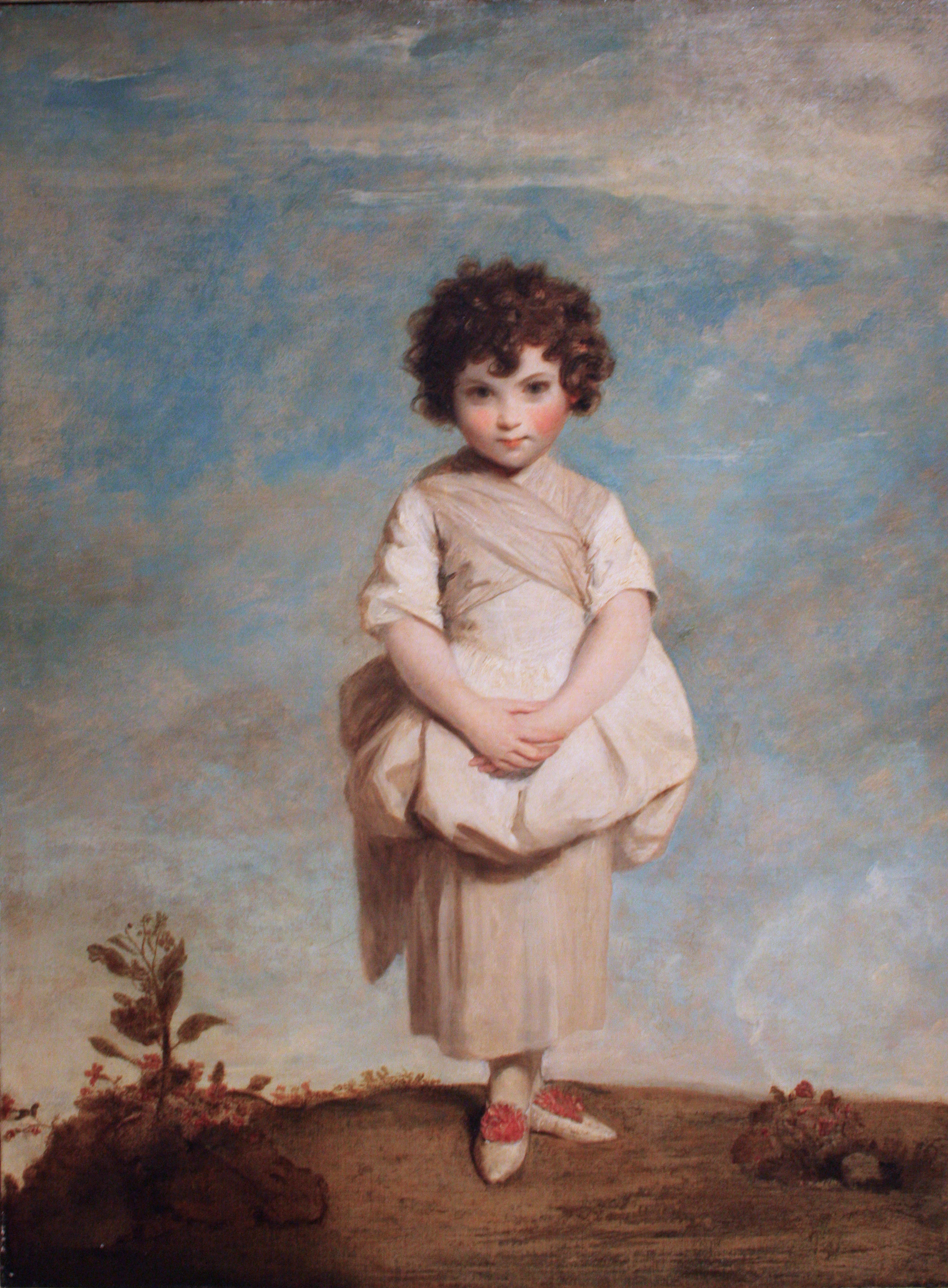
Collina, toile de Joshua Reynolds.

Cette page concerne l'année 1779 en arts plastiques.

## Œuvres
- 1777-1779 : Troisième série des Cartons pour tapisserie de Francisco de Goya :
  - La Foire de Madrid
  - Le Marchand de vaisselle
  - El Militar y la señora
  - La Vendeuse de cenelle
  - Enfants jouant aux soldats
  - Enfants dans un chariot
  - Jeu de balle avec raquette

- 1777-1780 : Quatrième série des Cartons de Goya de Francisco de Goya :
  - L'Aveugle à la guitare
  - La Balançoire
  - Les Lavandières
  - La Novillada
  - El Resguardo de tabacos
  - Le Garçon à l'oiseau
  - L'Enfant de l'arbre
  - Les Bûcherons
  - El Majo de la guitarra
  - Le Rendez-vous
  - Le Médecin
  - El Balancín
  - El Perro (perdu)
  - La Fuente (perdu)

## Naissances
- 1er mars : Giuseppe Diotti, peintre italien  († 30 janvier 1846),
- 27 mai : Juan Antonio de Ribera, peintre espagnol († 15 juin 1860),
- 5 novembre : Washington Allston, peintre d'histoire, de paysages et de portraits, poète et écrivain américain († 9 juillet 1843),

- ? :
  - Guillaume Descamps, peintre et graveur français († 25 décembre 1858),
  - Édouard Liénard, peintre français († 10 février 1848),

- 1778 ou 1779 :
- Sofia Giordano, peintre italienne († 14 mai 1829).

## Décès
- 12 février : Jacobus van der Schley, graveur et dessinateur néerlandais (° 26 juillet 1715),
- 16 février : Lorens Gottman, peintre suédois (° 1708),
- 29 juin : Anton Raphael Mengs, peintre néoclassique et critique d’art allemand (° 12 mars 1728),
- 3 juillet : Luigi Crespi, peintre italien (° 23 janvier 1708),
- 6 décembre : Jean Siméon Chardin, peintre français (° 2 novembre 1699),
- ? : Andrea Barbiani, peintre italien (° 1708).